# 1890年哲學
1890年哲學事件

## 著作
- 威廉·莫里斯，《來自無處的新聞》（News from Nowhere）[1]
- 威廉·詹姆士, 《心理學原理（英语：The Principles of Psychology）》
- 阿尔弗雷德·马歇尔, 《經濟學原理》[2]
- 詹姆斯·弗雷澤, 《金枝:巫术与宗教之研究》[3][4]

## 出生
- 8月20日 - 霍华德·菲利普斯·洛夫克拉夫特 ，死於1937

## 死亡
- 3月26日 - 阿夫里坎·斯皮尔 新康德主義哲學家，主要從事基要主義，生於1837